# Rågø
Rågø es una isla de Dinamarca, localizado en el estrecho de Smålandsfarvandet, al norte de Lolland. El punto más alto de la isla se encuentra a 6 metros sobre el nivel del mar.
Hasta los años 30, la isla albergaba una población de cerca de 30 habitantes, pero quedó deshabitada en los años 60.
Rågø y la isla vecina Rågø Kalv son de propiedad privada desde 1998, pero se pueden visitar durante el día. La isla está tan aislada que la polinización del continente es mínima.
La isla está formada por pastos y praderas de ribera y es lugar de nidificación y descanso de aves marinas, zona de protección de aves y espacio Natura 2000. Se utiliza en un proyecto de conservación de antiguas especies de árboles y arbustos daneses.